# Список керівників Національного юридичного університету імені Ярослава Мудрого

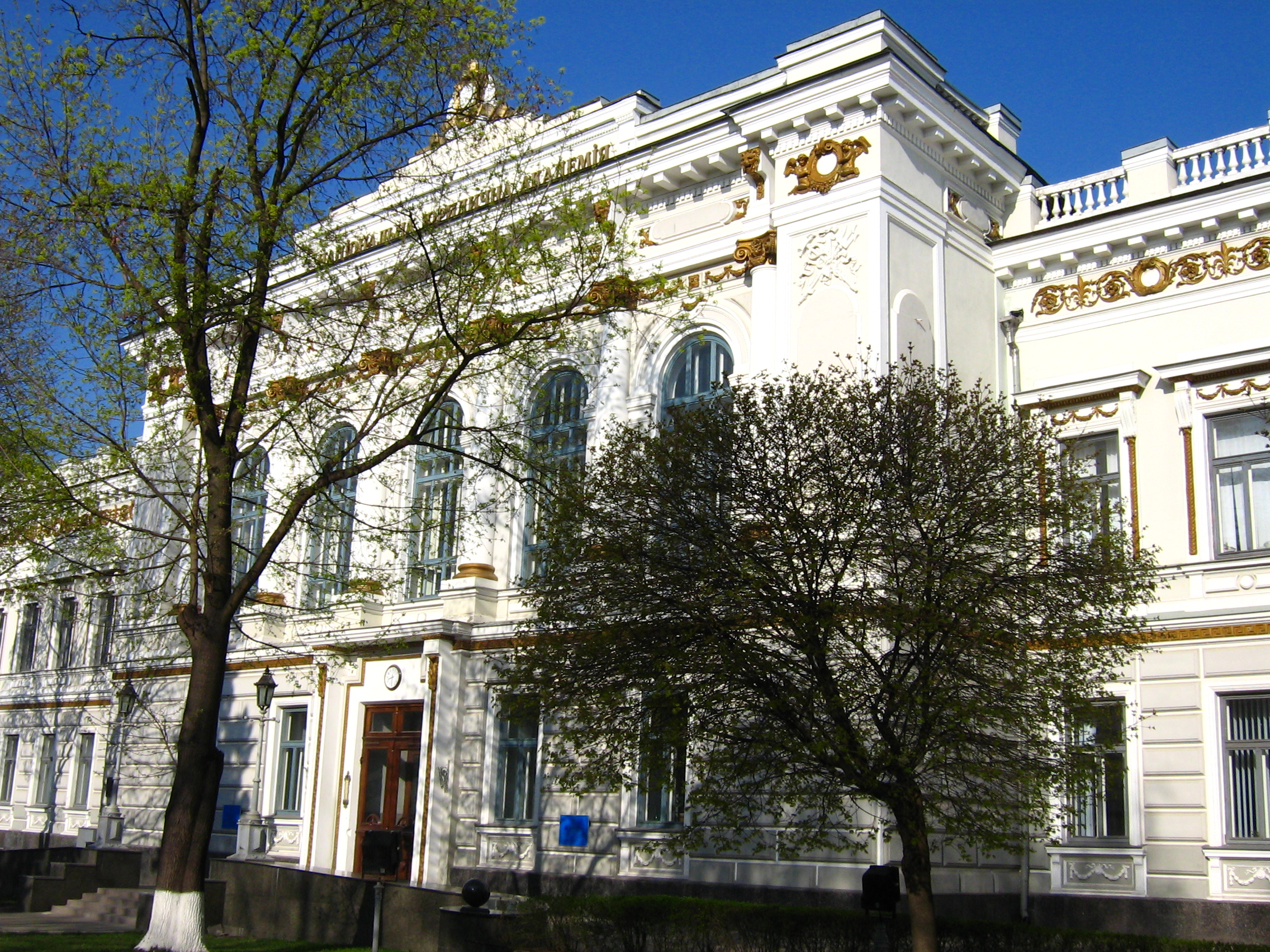
Центральний корпус Національного юридичного університету імені Ярослава Мудрого

Національний юридичний університет імені Ярослава Мудрого бере свій початок від Імператорського Харківського університету, заснованого 5 (18) листопада 1804 року указом Олександра I. У 1835 році в університеті створено юридичний факультет. У 1919 році факультет передано Харківському інституту народного господарства, до складу якого він увійшов як правовий факультет. Петро Іванович Фомін, який перебував на посаді ректора Харківського інституту народного господарства з кінця 1919 — початку 1920 року, вважається першим з керівників Національного юридичного університету імені Ярослава Мудрого.
На початку 1930 років після реорганізації заклад перейменовували на Харківський інститут радянського будівництва і права та Всесоюзний комуністичний інститут радянського будівництва і права. З 1937 року він став Харківським юридичним інститутом. Разом із назвами закладу, змінювалися і назви посад керівників: Імператорський Харківський університет та Харківський інститут народного господарства очолювали ректори, з 1930 по 1961 роки керівники закладів обіймали посаду директора, і починаючи з 1961 року ними знову керували ректори. 
1991 року інститут перейменовано в Українську державну юридичну академію, 1995 року — в Національну юридичну академію України імені Ярослава Мудрого, 2010 року — в Національний університет «Юридична академія імені Ярослава Мудрого», а 4 грудня 2013 року він отримав сучасну назву — Національний юридичний університет імені Ярослава Мудрого.

## Список
Список складено на основі книг, надрукованих професорсько-викладацьким складом Національного юридичного університету імені Ярослава Мудрого до 205-річчя та 210-річчя ВНЗ, статей професора В. Д. Гончаренко про Харківський юридичний інститут (2004) та академіка В. Я. Тація про Національну юридичну академію України імені Ярослава Мудрого, написаних для шеститомника «Юридична енциклопедія», статті В. Я. Тація про Національний юридичний університет імені Ярослава Мудрого для двадцятитомника «Велика українська юридична енциклопедія», а також книги «Служение Отечеству и долгу: Очерки о жизни и деятельности ректоров харьк. вузов (1805-2004 гг.)» (під редакцією В. І. та К. В. Астахових) і монографії «Ректори: 1920-2020» (упорядники М. П. Кучерявенко та М. І. Розенфельд, під редакцією А. П. Гетьмана).
| Прізвище, ім'я, по-батькові (роки життя)       | Портрет | Період перебування на посаді | Період перебування на посаді                                                         | Назва посади                                                                                             | Науковий ступінь, вчене й академічне звання (дати присвоєння ступенів та звань)                   | Примітки      |
| Прізвище, ім'я, по-батькові (роки життя)       | Портрет | Початок                      | Кінець                                                                               | Назва посади                                                                                             | Науковий ступінь, вчене й академічне звання (дати присвоєння ступенів та звань)                   | Примітки      |
| ---------------------------------------------- | ------- | ---------------------------- | ------------------------------------------------------------------------------------ | --- | ------------------------------------------------------------------------------------------------- | ------------- |
| Фомін Петро Іванович (1873—1936)               |         | кінець 1919/1920             | 1923                                                                                 | Ректор Харківського інституту народного господарства                                                     | Магістр політичної економії та статистики (1916), професор (?)                                    | [ 15 ] [ 16 ] |
| Соколін Яків Олександрович (1888—після 1929)   |         | 1923                         | 7 березня 1927                                                                       | Ректор Харківського інституту народного господарства                                                     | Професор (?)                                                                                      | [ 17 ] [ 18 ] |
| Величко Лев Ісайович (1878—1937)               |         | 1927                         | 1929                                                                                 | Ректор Харківського інституту народного господарства                                                     | —                                                                                                 | [ 19 ] [ 20 ] |
| Кустолян Євген Олександрович (1898—1937)       |         | жовтень 1929                 | вересень 1930                                                                        | Ректор Харківського інституту народного господарства                                                     | Професор (1928)                                                                                   | [ 21 ] [ 22 ] |
| Брандт Карл Карлович (1896—1937)               |         | 1930                         | 1931                                                                                 | Ректор Харківського інституту народного господарства                                                     | —                                                                                                 | [ 23 ]        |
| Єминник Марк Мойсейович (1901—1954)            |         | 1931                         | 1932                                                                                 | Директор Харківського інституту радянського будівництва і права                                          | Кандидат наук (?), професор (?)                                                                   | [ 24 ]        |
| Цареградський Семен Маркович (1899—після 1956) |         | кінець 1932/1933             | 1934                                                                                 | Директор Харківського інституту радянського будівництва і права                                          | —                                                                                                 | [ 25 ] [ 26 ] |
| Канарський Сергій Михайлович (1890—1937)       |         | червень 1934                 | 1937                                                                                 | Директор Харківського інституту радянського будівництва і права                                          | Професор (?)                                                                                      | [ 27 ] [ 28 ] |
| Канарський Сергій Михайлович (1890—1937)       | 1937    | 1937                         | Директор Харківського юридичного інституту                                           | | Професор (?)                                                                                      | [ 27 ] [ 28 ] |
| Левіков Микола Іванович (1894—1937)            |         | серпень 1937                 | жовтень 1937                                                                         | Директор Харківського юридичного інституту                                                               | —                                                                                                 | [ 29 ] [ 30 ] |
| Монастирський Євген Олександрович (1907—1991)  |         | 1938                         | 1939                                                                                 | Директор Харківського юридичного інституту                                                               | Кандидат юридичних наук (1956)                                                                    | [ 31 ] [ 32 ] |
| Барахтян Василь Олексійович (1908—1988)        |         | серпень 1939                 | 1941                                                                                 | Директор Харківського юридичного інституту                                                               | Кандидат юридичних наук (1939), доцент                                                            | [ 33 ] [ 34 ] |
| Барахтян Василь Олексійович (1908—1988)        | 1943    | лютий 1948                   |                                                                                      | Директор Харківського юридичного інституту                                                               | Кандидат юридичних наук (1939), доцент                                                            | [ 33 ] [ 34 ] |
| Вільнянский Соломон Йосипович (1885—1966)      |         | 1948                         | 1950                                                                                 | В. о. директора Харківського юридичного інституту                                                        | Доктор юридичних наук (1948), професор (1938)                                                     | [ 35 ] [ 36 ] |
| Неботов Олександр Андрійович (1907—1962)       |         | весна 1950                   | 1961                                                                                 | Директор Харківського юридичного інституту                                                               | Кандидат історичних наук (1948), доцент (1953)                                                    | [ 37 ] [ 38 ] |
| Неботов Олександр Андрійович (1907—1962)       | 1961    | 1961                         | Ректор Харківського юридичного інституту                                             | | Кандидат історичних наук (1948), доцент (1953)                                                    | [ 37 ] [ 38 ] |
| Маслов Василь Пилипович (1922—1987)            |         | 9 лютого 1962                | 1 червня 1987                                                                        | Ректор Харківського юридичного інституту                                                                 | Доктор юридичних наук (1968), професор (1968), член-кореспондент АН Української РСР (1985)        | [ 39 ] [ 40 ] |
| Рогожин Анатолій Йосипович (1923—2000)         |         | 1963                         | 1964                                                                                 | В. о. ректора Харківського юридичного інституту (під час ректорства Маслова)                             | Доктор юридичних наук, професор (1992)                                                            | [ 41 ]        |
| Сташис Володимир Володимирович (1925—2011)     |         | червень 1987                 | липень 1987                                                                          | В. о. ректора Харківського юридичного інституту (після смерті Маслова)                                   | Кандидат юридичних наук (1954), професор (1974)                                                   | [ 42 ]        |
| Тацій Василь Якович (1940—2022)                |         | липень 1987                  | 1991                                                                                 | Ректор Харківського юридичного інституту                                                                 | Доктор юридичних наук (1984), професор (1985), академік НАПрН України (1993) и НАН України (1997) | [ 43 ] [ 44 ] |
| Тацій Василь Якович (1940—2022)                | 1991    | 1995                         | Ректор Української державної юридичної академії                                      | | Доктор юридичних наук (1984), професор (1985), академік НАПрН України (1993) и НАН України (1997) | [ 43 ] [ 44 ] |
| Тацій Василь Якович (1940—2022)                | 1995    | 2010                         | Ректор Національної юридичної академії України імені Ярослава Мудрого                | | Доктор юридичних наук (1984), професор (1985), академік НАПрН України (1993) и НАН України (1997) | [ 43 ] [ 44 ] |
| Тацій Василь Якович (1940—2022)                | 2010    | 2013                         | Ректор Національного університету «Юридична академія України імені Ярослава Мудрого» | | Доктор юридичних наук (1984), професор (1985), академік НАПрН України (1993) и НАН України (1997) | [ 43 ] [ 44 ] |
| Тацій Василь Якович (1940—2022)                | 2013    | 2020                         | Ректор Національного юридичного університету імені Ярослава Мудрого                  | | Доктор юридичних наук (1984), професор (1985), академік НАПрН України (1993) и НАН України (1997) | [ 43 ] [ 44 ] |
| Гетьман Анатолій Павлович (нар. 1958)          |         | 29 грудня 2020               | донині                                                                               | Ректор Національного юридичного університету імені Ярослава Мудрого                                      | Доктор юридичних наук (1995), професор, академік НАПрН України (2004)                             | [ 45 ] [ 46 ] |
| Барабаш Юрій Григорович (нар. 1980)            |         | березень 2022                | березень 2022                                                                        | В. о. ректора Національного юридичного університету імені Ярослава Мудрого (під час ректорства Гетьмана) | Доктор юридичних наук (2009), професор (2012)                                                     | [ 47 ]        |